# Crespell (grup de bolets)
Els crespells, també anomenats greixes i coliflors, són bolets anuals que formen fructificacions d’aspecte escarolat o de madrèpora, amb el revers o la capa fèrtil sempre llis. Creixen adossats a arbres vius o morts, i també sobre arrels o rabasses.

## Morfologia
Cada bolet correspon a un conjunt de ventalls que han crescut sobre una mateixa cama o peu. Per estudiar-los i identificar-los adequadament, cal separar amb cura els diferents ventalls i observar amb atenció com estan fixats a la cama o al peu.
Els crespells poden assolir des d’una mida molt gran, de fins a 40 cm de diàmetre, com en la greixa (Sparassis crispa), fins a reduïda, entre 3 i 10 cm, com en el crespinell pelut (Cotylidia pannosa).

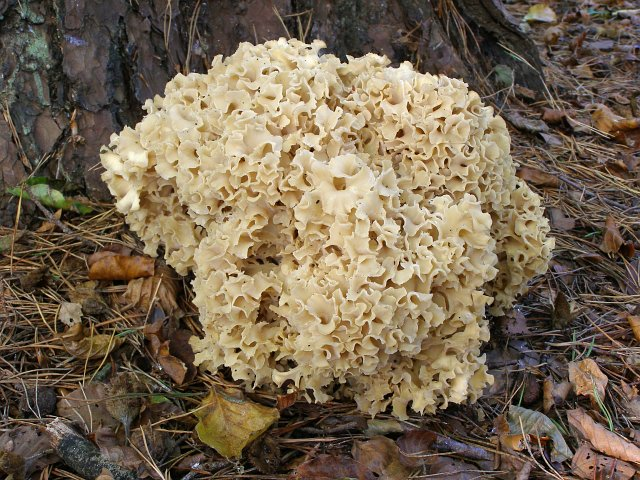
La greixa vera (Sparassis crispa) Woodfidley, New Forest - geograph.org.uk - 261244

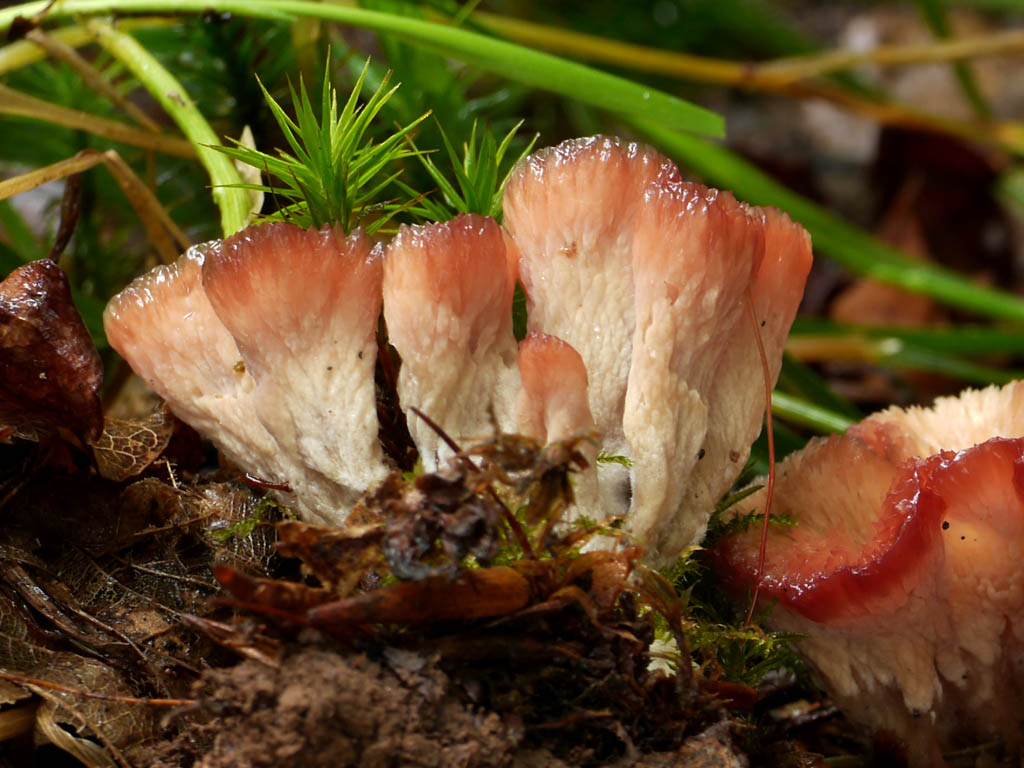
El crespinell (Cotylidia pannosa

Els crespells més voluminosos, les greixes, pertanyen al gènere Sparassis. Es tracta de fongs que ataquen arbres vius en la fusta dels quals produeixen podriment bru.

## Comestibilitat
Són considerats comestibles. La greixa vera, també anomenada peu de rata reina, és molt apreciada culinàriament i des de fa pocs anys es cultiva en països asiàtics.

## Les espècies de crespells més corrents
A Catalunya, les espècies més corrents de crespells són:
- Sparassis crispa, greixa
- Daleomyces phillipsii (=Peziza proteana var. sparassoides), crespell de cremats
- Sparassis brevipes, greixa de roure
- Sparassis radicata, greixa radicant
- Podoscypha multizonata, crespell virat
- Cotylidia pannosa, crespinell